# Château des Mesnuls
Le château des Mesnuls est un château de style Louis XIII construit en pierres et briques, situé dans la commune des Mesnuls dans les Yvelines en France.
L'importante demeure et son parc, d'abord rachetés par la société Thomson-CSF (1987) ont appartenu ensuite au groupe Thales et aujourd'hui à la société Châteauform.

## Histoire
Le château s’est développé au gré de la fantaisie, de la fortune — ou de l’infortune — de ses  propriétaires successifs.
En 1230 débute la construction d'un premier manoir dont il ne reste rien  sous l'égide d’Ernaut des Mesnuls, qui est suivi par Jehan Gautier, Robert Duport, Jehan Dumor ; en 1460, Simon de Maintenon, Jehan Niard ; en 1480, Pierre Chapillard.
Les années 1535-1540 voient la construction d'un bâtiment à deux niveaux, avec une aile basse et une poterne à deux tourelles (actuelle entrée principale du château) et le creusement des douves par Christophe de Refuge, maître d’hôtel du duc d’Alençon et l'un des Cent-Gentilshommes de la Maison du Roi . Le sculpteur François Lheureux se voit confier l'exécution du tombeau, en 1573.
En 1575, le château est acquis par Robert de Combault, gentilhomme de la chambre du roi et capitaine des gardes de la reine et son épouse, dame Louise de la Béraudière. En 1578, il obtient des lettres patentes royales concédant « haute, moyenne et basse justice » sur sa terre, et à partir de 1580 fait édifier la partie gauche du corps de logis central. 
À sa mort, en 1606, le domaine est acquis par Bégnine Bernard, notaire et secrétaire d'Henri IV ; il commande la partie droite du corps de logis et augmente le domaine par des achats de terres. Le 4 juin 1620, le jeune Louis XIII vint dîner aux Mesnuls.

### Les Courtin et les Roque de Varengeville (1637-1739)
En 1637 le domaine est vendu à un de ses cousins, Achille Courtin, conseiller au Parlement de Paris (1612), maître des requêtes de 1621 à 1643, et à son épouse, Jeanne Barentin. Achille Courtin obtient du Roi l'érection de la seigneurie des Mesnuls en comté et meurt en 1654.
Il a pour successeur son fils Honoré Courtin, comte des Mesnuls, conseiller au Parlement de Normandie (1640), maître des requêtes de 1649 à 1667. Honoré Courtin fut intendant d'Amiens, de Soissons, et fut chargé par le roi Louis XIV de mener plusieurs importantes ambassades, ce qu'il fit avec succès. 
À sa mort, en 1703, il a pour successeur aux Mesnuls sa fille Charlotte Angélique Courtin, mariée avec Jacques Roque, seigneur de Varengeville, ambassadeur à Venise en 1678. Elle meurt en 1732, après avoir donné en 1731 le domaine des Mesnuls à sa fille, Jeanne Angélique Roque de Varengeville, épouse de Claude Louis Hector de Villars, duc de Villars, pair et maréchal de France.
Le maréchal duc de Villars et son épouse font alors exécuter des travaux de terrassement et percer dans la forêt « la trouée de Villars », en face de la grille d’honneur mais, déjà propriétaires de plusieurs autres terres, dont le duché de Vaux-Villars, ne conservent pas longtemps leur domaine des Mesnuls.

### D'une lignée à l'autre
En 1739, la duchesse, devenue veuve, vend ce bien familial à l'Irlandais Balthazar Wall, marquis de Ballinakilly, gouverneur de Ham, qui achève la construction de la façade et fait construire l’aile Est, comprenant une chapelle, ainsi que la galerie longeant toute l’aile Ouest ; en 1754 son neveu Patrice, comte de Wall, maréchal de camp, en hérite.[réf. souhaitée]
En 1767, le château est acheté par M. de Sallabery. 
En 1776, achat par le comte Louis de Maupeou (1716-1800), lieutenant général des armées du Roi, gouverneur de Béthune, frère du chancelier de Maupeou, qui le revend en mars 1791 au suivant. 

### Les Le Roy de Camilly et les Nugent (1791-1914)
Jean-Adrien Le Roy de Camilly, payeur des rentes de l'Hôtel de ville de Paris, achète le domaine des Mesnuls avec environ 300 hectares, qu'il agrandit, au gré de plusieurs occasions, notamment la vente des terres de l'ancien prieuré de La Millière, en mai et juin 1791, jusqu'à quelque 700 hectares. Il fait clore la cour du château avec l'ancienne grille du château de Saint-Hubert, au Perray-en-Yvelines, démantelé à cette époque. Puissant financier parisien, il siège au conseil d'administration de la Caisse d'escompte avec Laborde, Lavoisier, Delessert, Necker, Le Couteulx et d'autres. Sa fortune se composant essentiellement de valeurs mobilières, il est ruiné par la dépréciation des assignats pendant la Révolution, à partir de la fin 1793. Lorsqu'il fait faillite, en 1799, le domaine des Mesnuls est intégralement racheté par sa belle-mère. Celle-ci, Françoise Adélaïde de Saint Hilaire, veuve de Michel Bourquenoud, contrôleur général des rentes de l'Hôtel de ville de Paris, morte en 1800, transmet le château à sa fille, Marie-Valérie Bourquenoud, morte en 1839 aux Mesnuls, épouse de Jean Adrien Le Roy de Camilly.
Cette dernière le transmet à sa fille unique, Anne Virginie Le Roy de Camilly, mariée en 1805 avec François de Nugent.
François de Nugent est sous le Premier Empire maire des Mesnuls et conseiller-général du canton de Montfort-l'Amaury. À la première Restauration, il est nommé par Louis XVIII sous-préfet de Rambouillet, puis suit le Roi à Gand pendant les Cent-Jours. Il mène une brillante carrière administrative durant toute la Restauration, maître des requêtes au Conseil d’État, préfet des Hautes-Alpes (1815-1819), préfet des Landes (1819-1822), préfet de la Sarthe (1822-1823), préfet de la Charente inférieure (1823-1828), et enfin préfet de l'Oise de 1828 à 1830.
Il est créé comte héréditaire par lettres patentes du Roi Louis XVIII, le 11 janvier 1823 et confirmé dans ce titre sur institution d'un majorat assis sur le domaine des Mesnuls, par lettres patentes du roi Charles X, le 17 mai 1828. À la Révolution de 1830, François de Nugent se retire de la vie publique et vit désormais aux Mesnuls, entouré par sa famille, jusqu'à sa mort, aux Mesnuls, en 1859.
Le domaine et le majorat passent à son fils, Charles de Nugent , auditeur au Conseil d'Etat, démissionnaire en 1830, décédé aux Mesnuls en 1881, auquel succède son fils Richard de Nugent.
Ce dernier vend la majeure partie des terres (entre autres à la famille Guerlain) et le mobilier du château, vivant ses dernières années à La Touretterie, en face du château, qu'il finit par vendre également en 1914.

### Les Chrissoveloni
En 1914, achat par la comtesse de Béthune, puis par une dame Soyer, fille d’un riche carrossier parisien de l’époque, avant d’épouser un « noble » qui se révèle être un imposteur. Elle revend le château en 1924 à Jean Chrissoveloni et à son épouse Sybil, d'origine anglaise, qui lui donneront son aspect actuel.[réf. souhaitée]
Le nouveau propriétaire séjourne souvent au château. Il est passionné de vieilles pierres et de sculptures d’animaux fantastiques (dragons, chimères…) qu’il expose dans le parc. En 1924, il achète pour le faire rebâtir au fond de celui-ci, une partie du cloître roman datant du XIIe siècle de l'abbaye de Saint-Génis-des-Fontaines. Il fait monter dans le château des Mesnuls des décors provenant de celui de Courcelles (Sarthe) : poutres peintes du XVIIe siècle (vestibule, salons), chapiteaux de portes (vestibule), escalier d’honneur daté de 1643. Il donne aux jardins leur aspect actuel : les pelouses en légère pente sont aménagées en terrasses, avec une grande pièce d'eau en forme de T. 
Riche banquier roumain d'origine grecque, Jean Chrissoveloni, homme très cultivé, parlant sept langues, sera post mortem le beau-frère de l'écrivain Paul Morand, qui épouse, le 3 janvier 1927, sa non moins fortunée sœur Helena Chrissoveloni, princesse Soutzo (1879-1975). 
Avec son épouse, il mène grand train durant la courte période des années folles en France et reçoit aux Mesnuls la société à la mode de l’époque. Il meurt à Bucarest en 1926, à 43 ans. Sybil Chrissoveloni survit à son époux jusqu’en 1931 et est inhumée au cimetière communal ; leur fils Nicolas hérite du domaine mais préférera vivre en Roumanie.
Pendant la Seconde Guerre mondiale, le château est occupé par l’état-major de l’amiral Karl Dönitz, puis, à la Libération, par les Américains.
En 1947, la fondation Mallet, (Jacqueline), une association éducative pour enfants handicapés, est domiciliée au château, qui devient un centre d'apprentissage et de réadaptation fonctionnelle.
En 1959, le grand escalier du château des Mesnuls est filmé, dans un décor modifié, comme celui du château imaginaire de Saint-Fiacre (Allier), pour plusieurs scènes du film franco-italien de Jean Delannoy tiré du roman de Georges Simenon, Maigret et l'Affaire Saint-Fiacre, avec Jean Gabin.
Après la mort en 1968 de Nicolas Chrissoveloni, ses héritiers ne peuvent faire face à l’entretien des Mesnuls ; en 1978, l’institution quitte le château.
À cette époque, les éléments du cloître sont revendus pour être remontés à leur emplacement d'origine, l'abbaye de Saint-Génis-des-Fontaines.

### Centre de séminaires (depuis 1987)
En 1987 le groupe Thomson achète le château avec son parc et le réhabilite pour en faire un lieu d’accueil à la disposition du groupe, mais aussi d’autres entreprises.
Revendu à la société Châteauform’, le château est, depuis 2008, voué à l’accueil de séminaires d’entreprise.

## Architecture
Le château présente de longues façades rectilignes en brique, disposées en chevrons ou horizontalement, l'encadrement des fenêtres étant en pierre. 
Le rez-de-chaussée, assez bas, est surmonté d'un étage noble et d'un second étage, coiffé d'une haute toiture en ardoises.
Sur son côté Est, la cour d'honneur est flanquée d'une seconde cour, entourée de dépendances.
Le château comporte des éléments provenant d'autres édifices : 
- la grille en fer forgé provient du château de Saint-Hubert au Perray-en-Yvelines, démoli en  1785 ;
- le grand escalier intérieur provient de l'ancien château (disparu) de Courcelles-la-Forêt dans la Sarthe ;
- une partie du cloître de Saint-Génis-des-Fontaines du XIIe siècle, dont les restes ont été classés au titre des monuments historiques par arrêté du 17 juillet 1924[23], monté dans les années 1920 dans le parc du château des Mesnuls, a finalement été remonté, une soixantaine d'années plus tard, à son emplacement initial à l'abbaye de Saint-Génis-des-Fontaines[23]. L'ensemble retrouvé a été classé monument historique par arrêté du 5 mai 1975[23].

### Protection
Les façades et toitures du château, le grand escalier intérieur et les plafonds « à la Française » du corps principal, les communs (porterie et l'orangerie), la balustrade ajourée de la grande terrasse et les bassins (bassin de la cour d'honneur, les restes du grand bassin) font l’objet d’un classement au titre des monuments historiques depuis le 7 mai 1975. 
Les parties non classées du château font l’objet d’une inscription au titre des monuments historiques depuis le 16 novembre 1945.

## À voir
- Les façades et toitures
- Le grand escalier intérieur et les plafonds à la française XVIIe du corps principal du château
- La porterie et l'orangerie
- Les restes architecturés du grand bassin

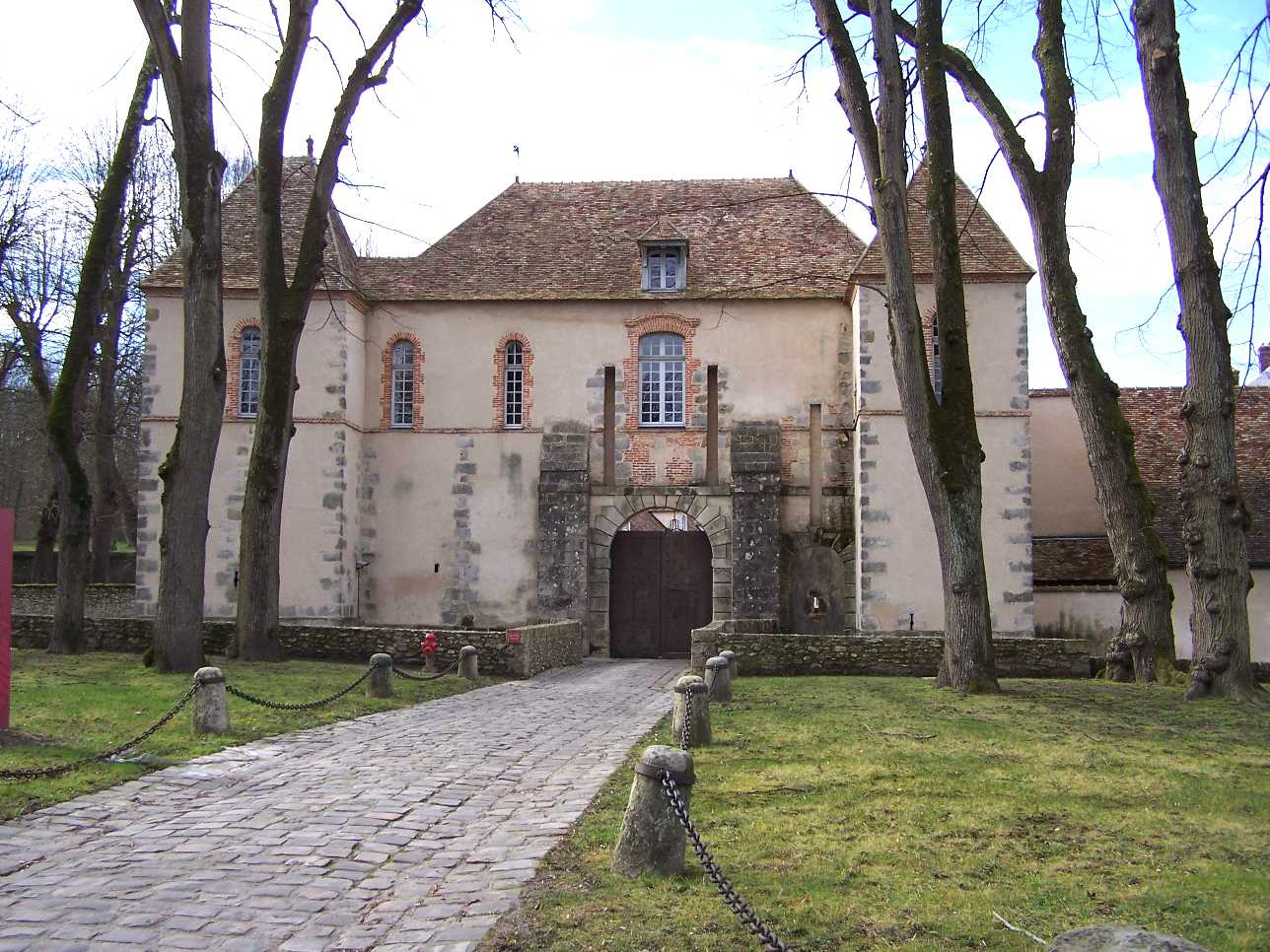
La porterie.
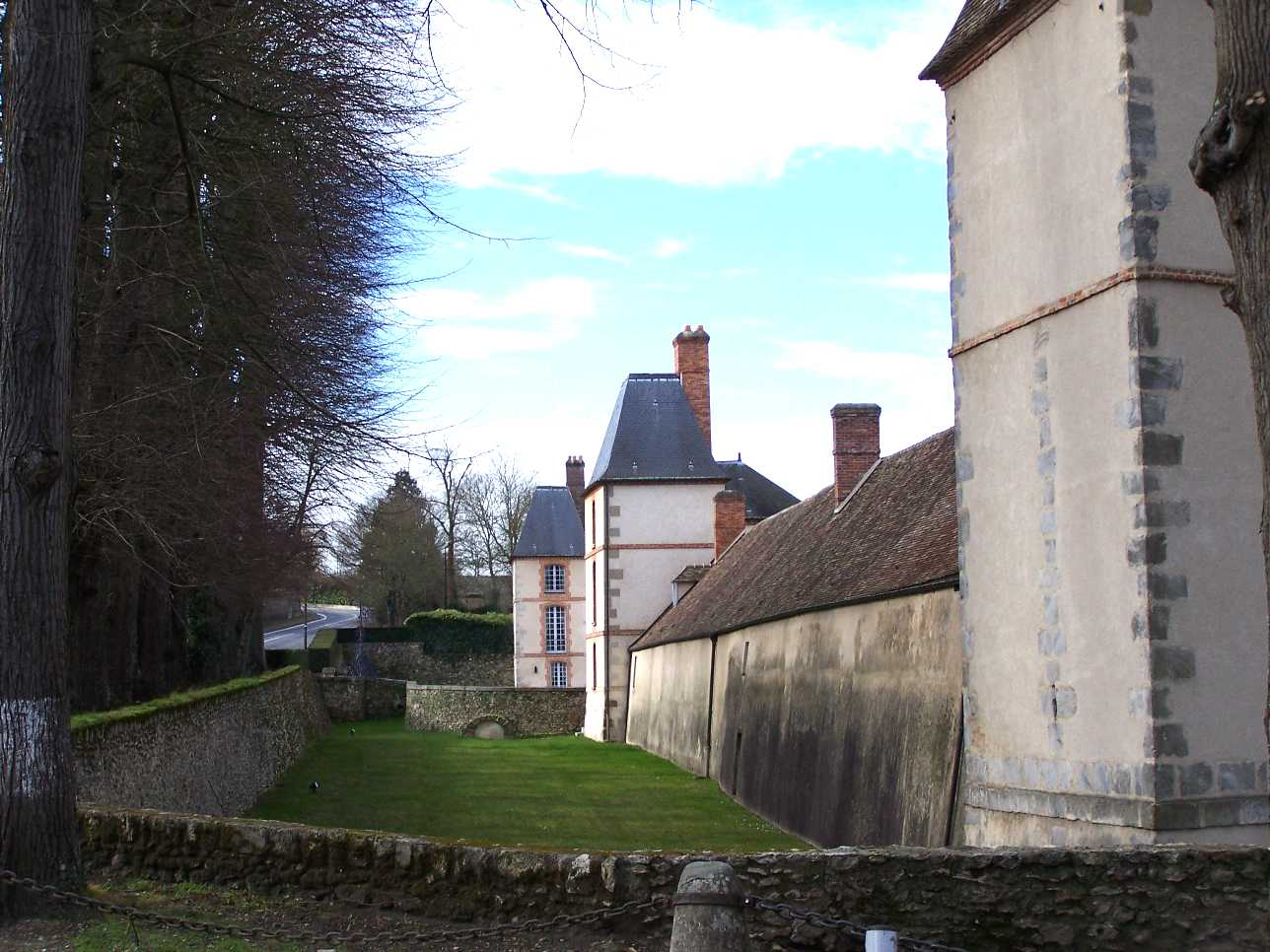
Les douves.